# Vähäjoki (vattendrag i Mellersta Österbotten)
Vähäjoki är ett vattendrag i Finland.   Det ligger i landskapet Mellersta Österbotten, i den centrala delen av landet, 400 km norr om huvudstaden Helsingfors.